# تومي باترسون
تومي باترسون (بالإنجليزية: Tommy Paterson)‏ هو لاعب كرة قدم بريطاني في مركز الهجوم، ولد في 30 مارس 1954 في أشينغتون ‏ في المملكة المتحدة. لعب مع دارلينجتون إف سى وليستر سيتي ونادي بورنموث ونادي بول تاون ونادي سالزبري سيتي ونادي ميدلزبره ونادي ويموث وهاميلتون أكاديميكال.